# Czekanowskiales
Czekanowskiales, також відомі як Leptostrobales, є вимерлою групою насіннєвих рослин. Czekanowskiales вирізняються стійкими листками, що тримаються на опадаючих коротких пагонах, стиснутих лускоподібними листками. Листки сильно розсічені (розділені на перегородки). Ймовірно, вони росли як дерева та кущі. Викопні рештки Czekanowskiales здебільшого обмежені Північною півкулею, і вони населяли тепло-помірний і помірний клімат у вологих умовах. Найстарішими можливими записами групи є шишки з пізньої пермі в Італії, але група в основному відома з пізнього тріасу і далі, і їх було багато протягом юрського періоду та ранньої крейди. Лише кілька видів відомі з пізньої крейди, приурочених до північного російського Далекого Сходу, що відповідає занепаду інших груп насіннєвих рослин під час вибухової радіації квіткових рослин. Спорідненість Czekanowskiales з іншими насіннєвими рослинами невідома. На основі схожих збережених молекулярних ознак викопних кутикул було запропоновано близький зв’язок із Ginkgoales.